# Obenque

Principales partes de una embarcación de vela.
1 - vela mayor 2 - foque 3 - spinnaker 4 - casco 5 - quilla (en la imagen, una orza) 6 - timón 7 - skeg o alerón 8 - mástil 9 - cruceta 10 - obenque 11 - escota de mayor 12 - botavara 13 - mástil 14 - tangón 15 - backstay 16 - estay de proa 17 - contra

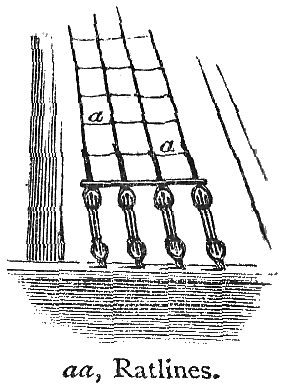
Obenques tensados desde abajo por Vigotas a la Mesa de Guarnición. El Flechaste horizontal une los Obenques para formar una escalera.

En náutica, el obenque es cada uno de los cables gruesos con que se sostiene y sujeta un mástil o un mastelero desde su cabeza a la mesa de guarnición o cofa correspondiente por una y otra banda.

## Descripción
Los obenques constituyen junto con los estayes la parte más importante del sistema de sujeción y seguridad de la arboladura y por esto figura en el primer lugar entre las principales piezas del aparejo que se comprenden en la generalidad de lo que se llama Jarcia muerta (Jarcia de firme o Maniobra muerta) para distinguirla de la Jarcia de labor. 
Los obenques se encapillan (forman un anillo en su extremo que se inserta en el mástil o mastelero) esto se logra ya que el mástil y el mastelero reducen su diámetro con la altura. Si el anillo une dos obenques uno para cada costado, entonces es un Obenque Doble. Si solo es para un costado, es Obenque Sencillo. 
Los obenques no corren directamente hacia abajo sino que con un pequeño ángulo hacia popa (hacia atrás). Esto es para permitir el movimiento de α'braceo (rotación) de la verga respecto al eje formado por el mástil (la verga esta colgada, no clavada), para orientar la vela en dirección al viento. En barcos con muchos obenques, obenquillos y arraigadas se recurría al uso del Obenque Bentinck, que unía varias arraigadas a un solo cabo y así mejora el espacio para el braceo. 
Sobre los obenques se forma en cada banda de cualquier mástil o mastelero cuando están ya con el grado de tirantez que conviene la flechadura, especie de escala por donde suben y bajan los marineros para la ejecución de las maniobras en lo alto de los palos empleando al efecto un cabo delgado llamado meollar o baibén que se hace firme de obenque a obenque horizontalmente a trechos proporcionados. 

## Tipos
- Obenque sencillo
- Obenque doble

## Sujeción
| Sujeción            | Desde arriba hacia abajo | Desde arriba hacia abajo | Observación |
| Sujeción            | Español                  | Inglés                   | Observación |
| ------------------- | ------------------------ | ------------------------ | --- |
| Superior            | Mastelero                | Topmast                  | Encapillado |
| Superior            | Flechaste                | Rat line                 | |
| Intermedio (Tensor) | Vigota de Arraigada      | Futtock Deadeye          | |
| Intermedio (Tensor) | Acollador                |                          | |
| Intermedio (Tensor) | Vigota de arraigada      | Futtock Deadeye          | |
| Intermedio (Tensor) | Cofa                     | Top                      | |
| Inferior (Tensor)   | Planchuela de Arraigada  | Futtock plates           | |
| Inferior (Tensor)   | Arraigadas               | Futtock Shrouds          | |
| Inferior (Tensor)   | Sotrozo                  | Foot hook                | En esta se unían los Obenques, Arraigadas y Jaretas |
| Inferior (Tensor)   | Jareta                   | Catharpin                | |
| Inferior (Tensor)   | Mástil                   | Mast                     | |
| Inferior (Tensor)   | Obenque Bentinck         | Bentinck shroud          | Cuando se utilizaba en lugar de ir al Mástil, era un cabo (cuerda) que se unía a las Jaretas después del Sotrozo por un anillo e iba hasta el costado opuesto del barco. |

| Sujeción          | Desde arriba hacia abajo  | Desde arriba hacia abajo | Observación                                                                          |
| Sujeción          | Español                   | Inglés                   | Observación                                                                          |
| ----------------- | ------------------------- | ------------------------ | ------------------------------------------------------------------------------------ |
| Superior          | Mástil                    | Mast                     | Encapillado                                                                          |
| Superior          | Almohada de encapilladura | Bolster                  |                                                                                      |
| Intermedia        | Sotrozo                   | Foot hook                | En esta se unían los Obenques, Arraigadas y Jaretas                                  |
| Intermedia        | Flechaste                 | Ratlines                 |                                                                                      |
| Inferior (Tensor) | Vigota                    | Deadeye                  |                                                                                      |
| Inferior (Tensor) | Acollador                 |                          |                                                                                      |
| Inferior (Tensor) | Vigota                    | Deadeye                  |                                                                                      |
| Inferior (Tensor) | Aparejo                   | Tackle                   | Cuando se utilizaba en lugar de Vigota - Acollador - Vigota, el Obenque era Volante. |
| Inferior (Tensor) | Mesa de guarnición        | Chains (Channels)        |                                                                                      |
| Inferior (Tensor) | Planchuela                | Chainplate               |                                                                                      |
| Inferior (Tensor) | Mesa de guarnición        | Chains (Channels)        | En algunas embarcaciones se utilizaba una segunda Mesa de Guarnición                 |